# Molokowo (Twer, Molokowski)
Molokowo (russisch Молоко́во) ist eine Siedlung städtischen Typs in der Oblast Twer in Russland mit 2331 Einwohnern (Stand 14. Oktober 2010).

## Geographie
Der Ort liegt gut 150 km Luftlinie nordnordöstlich des Oblastverwaltungszentrums Twer, einige Kilometer entfernt vom rechten Ufer der Mogotscha, die über die Ossen zur Mologa abfließt.
Molokowo ist Verwaltungszentrum des Rajons Molokowski sowie Sitz und einzige Ortschaft der Stadtgemeinde (gorodskoje posselenije) Possjolok Molokowo.

## Geschichte
Der Ort wurde erstmals 1568 urkundlich erwähnt, als er vom Zaren Iwan IV. der Fürstin Marja Owtschinina übereignet wurde. Später gelangte das Dorf in Besitz des Dreifaltigkeitsklosters von Sergijew Possad und dann des Alexander-Newski-Klosters Sankt Petersburg. Ab Ende des 18. Jahrhunderts gehörte Molokowo zum Ujesd Beschezk des Gouvernements Twer.
Am 10. März 1918 (bestätigt am 10. Januar 1919) wurde der Ort Sitz einer Wolost des kurzlebigen Ujesds Krasny Cholm, der am 3. März 1924 wieder im Ujesd Beschezk aufging. Die Wolost bestand weiter und wurde am 12. Juli 1929 zu einem gleichnamigen Rajon erweitert. 1988 erhielt Molokowo den Status einer Siedlung städtischen Typs.

### Bevölkerungsentwicklung
| Jahr | Einwohner |
| ---- | --------- |
| 1897 | 778       |
| 1939 | 1709      |
| 1959 | 1714      |
| 1970 | 1881      |
| 1979 | 2499      |
| 1989 | 2804      |
| 2002 | 2572      |
| 2010 | 2331      |

Anmerkung: Volkszählungsdaten

## Verkehr
Durch Molokowo verläuft die Regionalstraße 28K-0807, die etwa 15 km östlich, nördlich von Krasny Cholm,  von der 28K-0058 Twer – Wessjegonsk – Grenze zur Oblast Wologda (Richtung Ustjuschna) abzweigt und weiter durch das nordwestlich benachbarte Rajonzentrum Sandowo ebenfalls zur Grenze der Oblast Wologda und dort in Richtung Ustjuschna führt.
Die nächstgelegenen Bahnstationen befinden sich jeweils gut 25 km entfernt in Krasny Cholm und Sandowo, beide an der Strecke Sankt Petersburg – Pestowo – Moskau.

## Söhne und Töchter des Ortes
- Nikolai Ogarkow (1917–1994), Marschall der Sowjetunion